# 蔡瑞月舞蹈研究社
25°03′21″N 121°31′19″E / 25.055767°N 121.521975°E
蔡瑞月舞蹈研究社，曾名中華舞蹈社，位於臺灣臺北市中山區臺北捷運工程局旁，原先為警官宿舍，蔡瑞月1953年到1983年在此教授舞蹈，1994年拆除時獲台灣舞蹈界聲援而保留，1999年列市定古蹟之際旋遭縱火毀去，2003年重建。

## 歷史

### 建立舞社

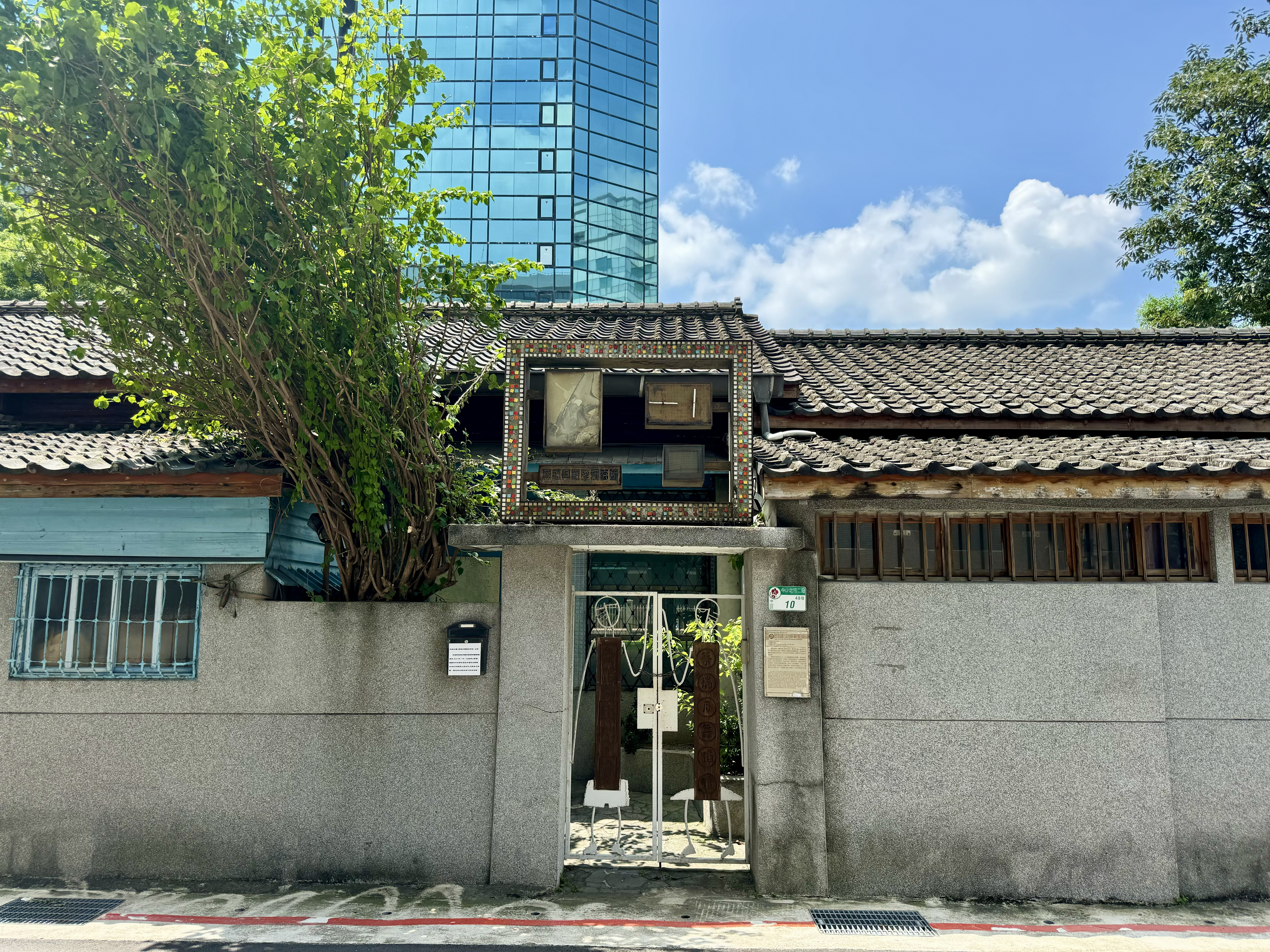
蔡瑞月舞蹈社原入口

蔡瑞月最早是用家人在臺南市民權路開設的群英旅社作舞蹈教室。她與雷石榆結婚生子後，原先在濟南路的臺灣大學教職宿舍開立舞蹈教室，直到丈夫被臺灣大學解聘、強迫離境而場地收回。隨後，蔡瑞月在1949年11月13日被捕收押，1953年1月7日才獲釋。
1953年底，蔡瑞月將在臺北市農安街開設的舞蹈社，搬到中山北路二段今址。該建物原先是建於1920年代的中低階警官宿舍，與一般日式建築相仿具有黑色屋瓦和雨淋板。戰後時期，在捷運淡水線與中山北路二段、民生西路、南京西路之間的許多建物，由市民向市府承租使用。蔡瑞月選址也考量中山北路交通發達，學生來上課方便。蔡瑞月本想選長春路的房子，但見到此棟發現更方便打通，便以新台幣15000元買下使用權。由蔡瑞月學生方淑華的丈夫設計舞蹈教室、學生李清漢幫著搬家和釘地板、蔡瑞月作土木工程師的二哥加強大梁結構。為減輕經濟壓力，蔡瑞月早期將這間中山北路二段48巷8號房子隔間出租給吳炫三、林哲夫。最後，蔡瑞月花費權利金、介紹費再加改建費，共計75000元。吳炫三、林哲夫也會幫忙繪製舞蹈演出的景片、服裝，以及設計節目單、海報等。
1959年，舞蹈社正式立案並因政治因素更名為「中華舞蹈社」。1963年，蔡瑞月買下一旁48巷8號建物。她花費40萬元承接改造，成為現今相連的格局。之後，佔地約90平方公尺。舞蹈社牆上懸掛蔡瑞月向石井漠學舞、蔡瑞月和兒子雷大鵬共舞、郎靜山為蔡瑞月留影、Jos Limon與蔡瑞月會晤、蔡瑞月和學生同台演出等種種照片。

### 興盛發展

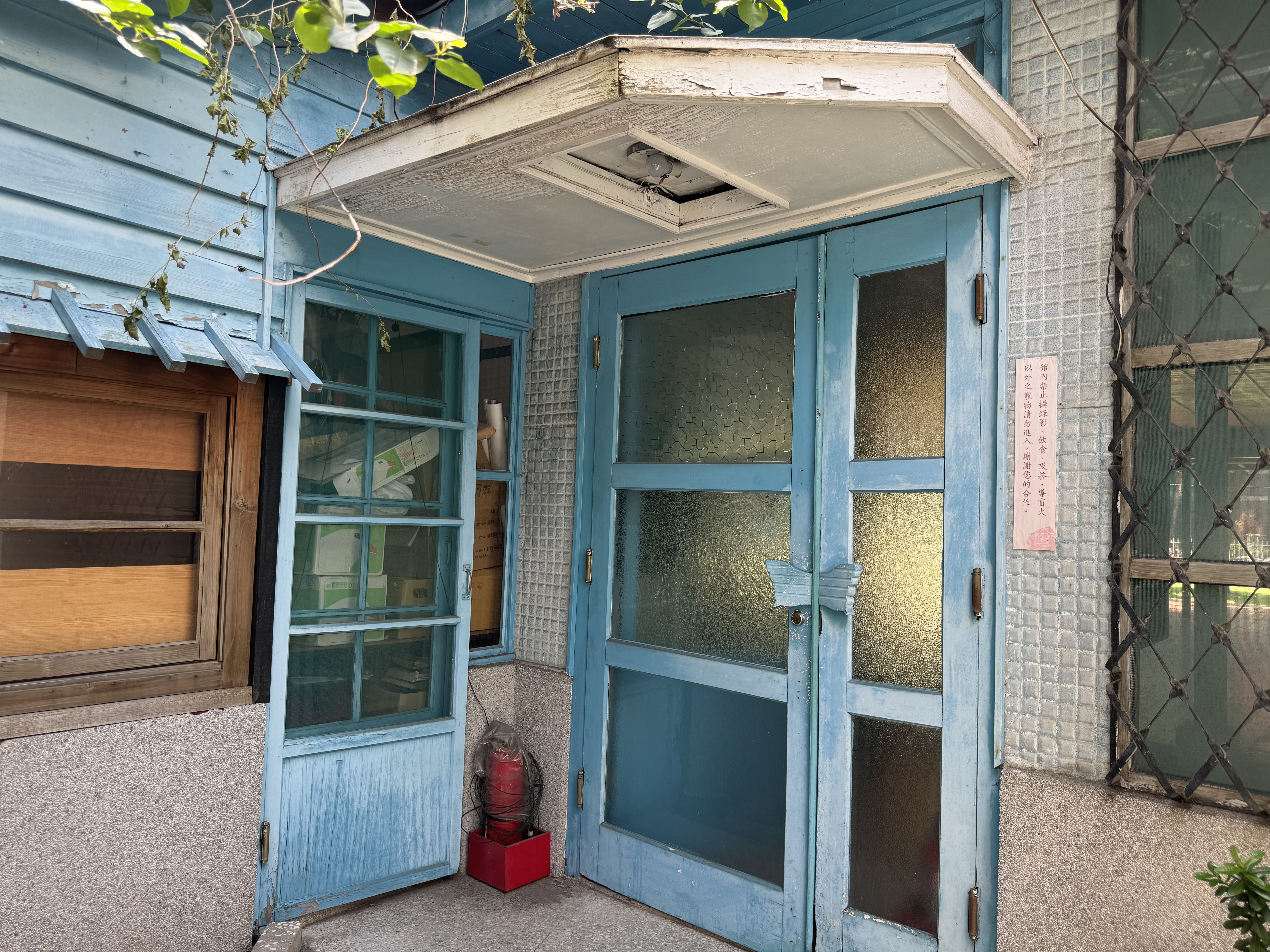
蔡瑞月舞蹈社舊門

蔡瑞月舞蹈社曾是都市到鄉村想要習舞的人們慕名對象、也被視為台灣現代舞的搖籃。劉紹爐回想記蔡老師總是國語、日語夾雜的喊著口令，指導大家作動作。為吸收外國的舞蹈藝術，蔡瑞月爭取國外優良舞者來此教學，如韓國的金春芳、日本的石井滿隆、原田優香、大野弘史、南雅人等。1960年代為蔡瑞月舞蹈社頂盛時期，除周日休息外，每周上午8點到晚上9點可分到Ａ到Ｋ這11班，還有餐廳開伙供應。7歲開始跟著蔡瑞月學舞長達17年的胡渝生回憶以前每周來此練舞3天，這裡就像她另一個家。
因當時學舞者多出自富有的家庭，舞蹈社外面自然是以車輛接送。像是正讀於開南商工的游好彥放學後就只走來此學舞、林錫憲是高中時下課後就坐公車來這此練舞。
1960年代，蔡瑞月常帶著15人左右的18到25歲的舞蹈社女學員，至台北國賓大飯店國際廳午餐時間表演舞蹈。據16歲來此習舞的蕭靜文回憶，在這裡很難交到男朋友，因為蔡老師很討厭男生在外面等女學員，就常會在課程結束後又留她們多跳兩三個小時，以讓男生等得不耐煩。蔡瑞月的兒子雷大鵬從澳洲學舞回來後教舞後，也與在此習舞的蕭渥廷組成雙人舞搭檔，進而結為連理。
國際舞蹈團體也會在此開記者會，並借用這塊場地排練，如美國現代舞大師Merce Cunningham等。林懷民大學三年級時，來此參加旅美舞蹈家黃忠良主持的現代舞研習活動，並見到蔡瑞月和大家一起上課、練舞的情景，令他難忘。除學舞外，也吸引郎靜山、藍蔭鼎、楊三郎、覃子豪、魏子雲、蒲添生、蘇盛軾等藝文界人士來此討論文藝，成為藝文沙龍。
隨著時代變遷，租金從每月150元漲到2100元，後來超過萬元，讓蔡瑞月備感壓力。她常在舞蹈社前的小花園唱著基督教詩歌，以求倚靠基督信仰突破困境。後來，蔡瑞月因《柯碧麗亞》舞劇售票事件罰款近50萬元、國民黨文工會對國慶舞劇《晚霞》的干涉等因素，便在1983年搬到雪梨市教授舞蹈。該年，由蕭渥廷與蕭靜文姐妹一起接手經營蔡瑞月舞蹈社。

### 面臨拆除

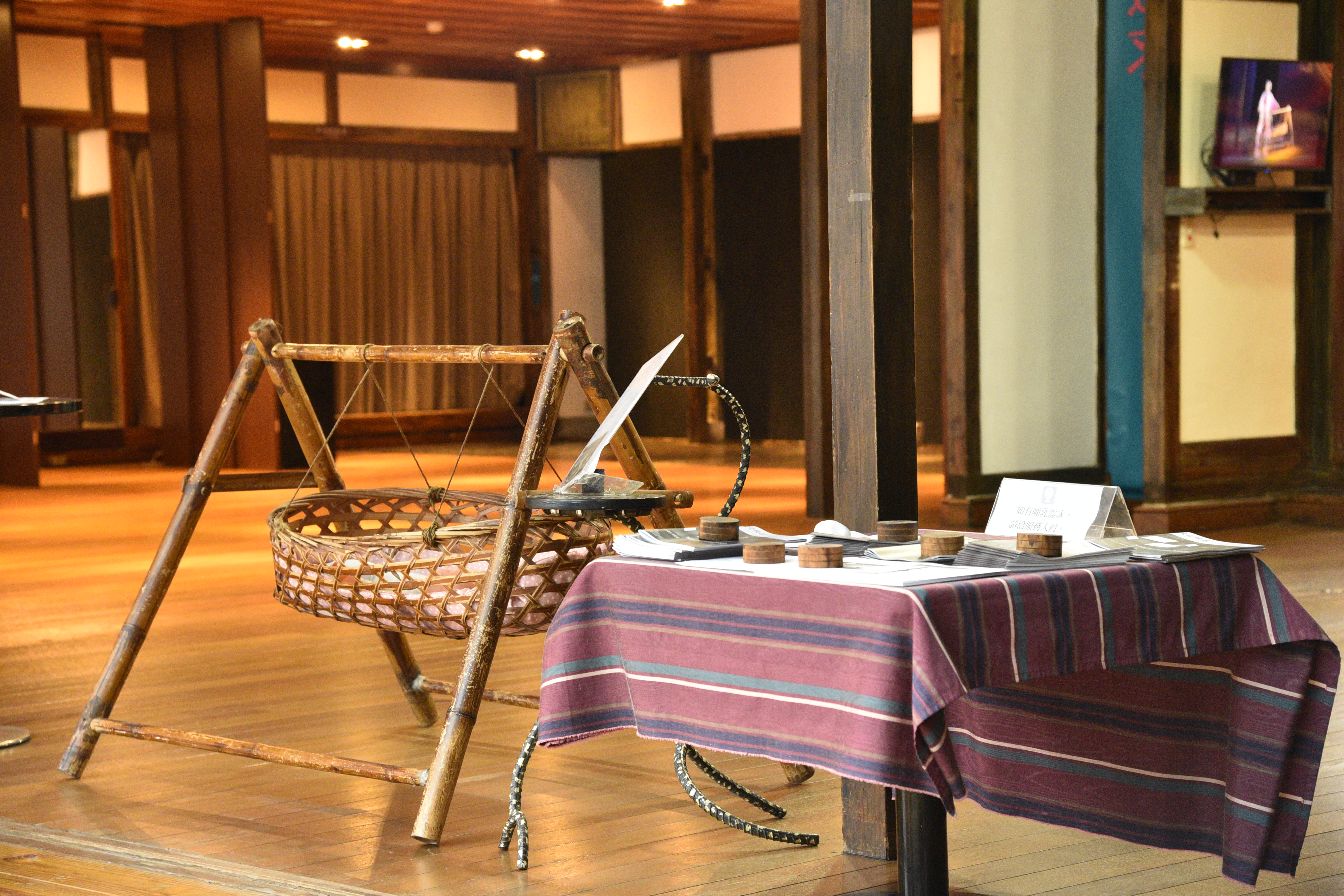
原名《傀儡上陣》的《木偶上陣》是蔡瑞月舞蹈社常演出的舞劇，為舞者扮演女傀儡接近嬰兒的搖籃，來表達蔡瑞月入獄時的內心世界。

1990年7月27日，中山北路二段國泰里的市有宿舍承租戶，因當地要建立臺北捷運行政大樓（今臺北捷運工程局）而開始搬遷。蔡瑞月舞蹈社的土地，被列為台北捷運行政大樓的噴水池用地。次年，蕭渥廷與妹妹蕭靜文決定將舞蹈社搬到天母，並改名「蕭靜文舞蹈劇場」。1992年，蕭靜文將蔡瑞月舞蹈社剩餘空間改建成咖啡屋，取名「最後的華爾滋」即有「臨別留住浪漫舞姿」。
1994年遷拆將到時，記者將此舞蹈社練舞的音樂比喻為「吟誦命運的悲歌」、寫下「台灣第一家舞蹈教室就此畫下句點」。7月8日，蕭渥廷在台北地方法院簽下與台北市政府之間的和解書，遵循三個月內搬離，和解條件還包括蕭渥廷必須負擔訴訟費用。林懷民獲悉蔡瑞月舞蹈社將拆除時，反應激動，直言「象徵著蔡瑞月的舞蹈精神被現實埋葬」、「代表台灣重要舞蹈時代的結束」。

### 眾人聲援

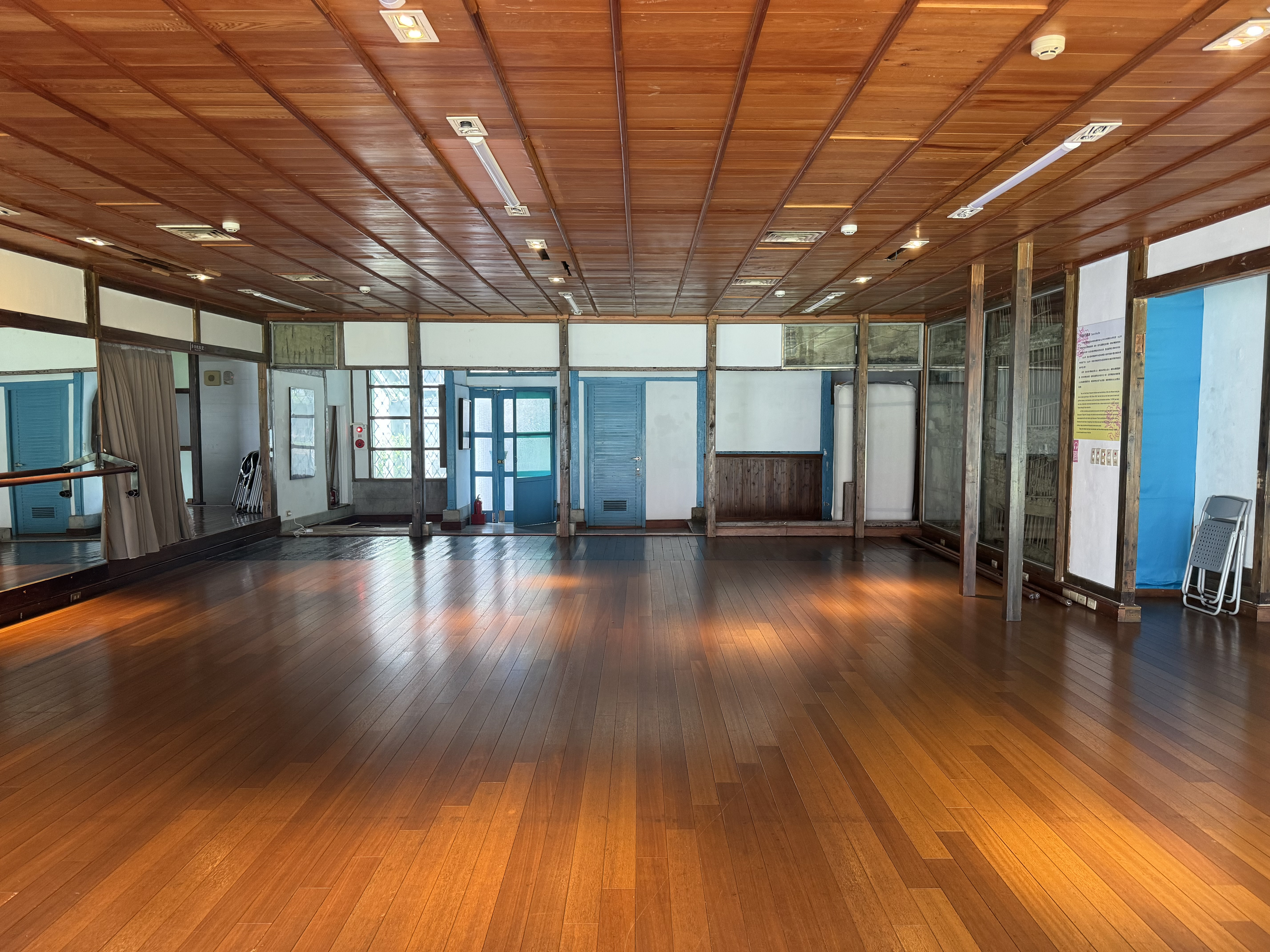
蔡瑞月舞蹈社舞蹈教室

蔡瑞月舞蹈團員原定於1994年10月8日搬離。該年9月到10月，藉由文化大學美術系四年級學生高建維、羅文祥協助，蔡瑞月舞蹈社舉行「中山北路昔影今塵──向蔡瑞月致敬」活動。
9月3日，活動首日，舞者蕭渥廷、詹曜君、劉紹爐等舞者先在中山北路紅磚道、大樓前街頭表演以吸引民眾圍觀，再引導群眾進入巷弄到蔡瑞月舞蹈社，以此為活動揭開序幕。在眾多的藝文界人士和愛舞者面前，與蔡瑞月莫逆之交的魏子雲朗誦雷石榆的詩作〈假如我是一隻海燕〉、蕭渥廷和徐詩菱合跳舞碼《舞者日記》等，引起蔡瑞早年的學生胡渝生等觀眾流淚。活動第二天，林懷民、黃玉珊、吳素芬、劉思量等人均到場參與。9月23日，立法委員翁金珠、台北市議員賁馨儀舉行舉辦「搶救前輩舞蹈家蔡瑞月文獻資料」公聽會，要求台北市府暫緩拆。此活動引起雲門舞集、台北民族舞團、光環舞集、多面向舞蹈劇場等30多個表演團體參與，活動所擴及到中山北路一段到三段之間的巷弄。25日，民進黨市長參選人陳水扁前來聲援。
10月8日下午5點，席斯颱風將到臺灣前夕，蕭渥廷與徐詩菱、詹曜君這2位年輕女舞者，在吟唱著《彌撒曲》中，自願用工程用吊車吊到15層樓的高空，在空中禁食24時表達抗議。24小時下來後，除身材嬌小的徐詩菱有微燒之外，蕭渥廷與詹幼君精神狀態較好。10月9日，活動結束之時，陳水扁、趙少康市長候選人來此聲援。蔡瑞月舞蹈社累積欠台北市政府財政局700餘萬承租費。會後，蕭渥廷對收取表演門票收入只有10萬餘元，不夠攤演出與裝置的費用而感到有些失落。
當時10月8日，市長黃大洲就責成民政局、財政局與捷運局組成專案小組以保留蔡瑞月舞蹈社。陳水扁上任臺北市長前一天，12月24日，他在李天祿壽辰會場宣布蔡瑞月舞蹈社暫不拆除。他也在北市文化白皮書中宣示保留蔡瑞月舞蹈社。

### 遭到縱火

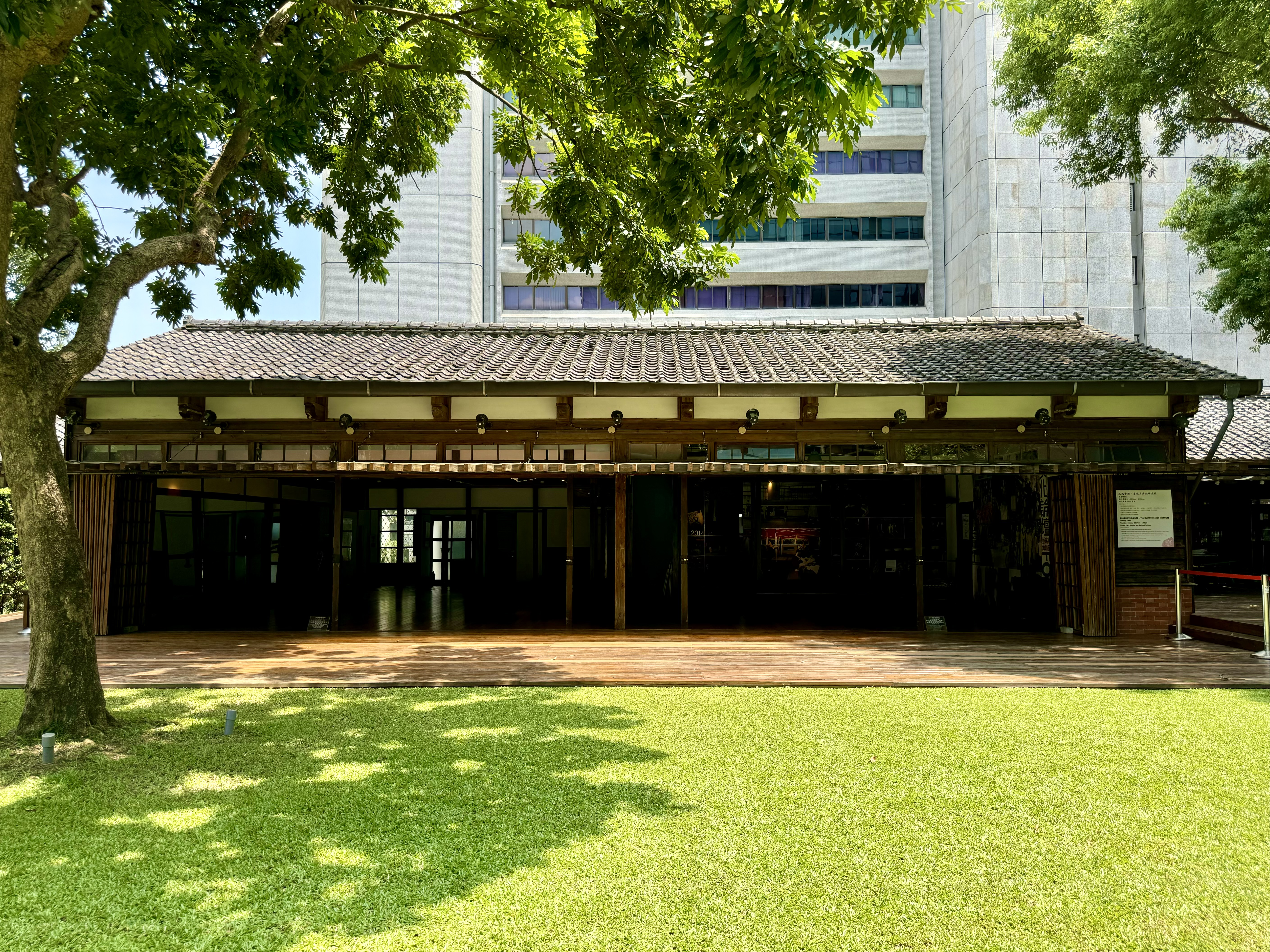
蔡瑞月舞蹈社主屋

1995年10月23日，位在中山北路二段48巷7號的臺北捷運局行政大樓（今臺北捷運工程局）啟用。11月10日，台北市議員秦儷舫、魏憶龍、楊鎮雄前往捷運行政大樓勘查公共安全，結果發現沒有暢通巷道可供消防車出入。
1999年7月9日，北市府財政局發函蔡瑞月舞蹈社，要求限期拆遷。對此，國立藝術學院舞蹈系主任古名伸認為，蔡瑞月舞蹈社如果不復存在，今後要呈現給下一代的舞蹈史，將只有文字而無具體例證。15日，蕭渥廷、蕭靜文召開記者會，獲李敏勇、張炎憲、林懷民聲援保留。21日，民政局長林正修會同夏鑄九、李乾朗、張勝彥、薛琴等學者勘查，包括傾向以「非正式營造空間」名義加以保存並活化利用。
8月5日，立委翁金珠、立委林濁水、立委朱惠良、議員段宜康召開「搶救台灣舞蹈地標」公聽會，獲張炎憲、許陽明、平珩聲援。7日，包括宜花劇場、KiKi劇場、1250劇場、沙發舞蹈劇場、1968動一融合劇團、境外劇團、藍領工作室、台大舞蹈社現代舞組紛紛來蔡瑞月舞蹈社表演抗議行動，將蔡瑞月「苗女弄杯」舞影翻印海報鋪滿周遭巷路、石牆，以一位象徵官僚體系的怪人不停地鞭打渾身裹著舞蹈海報的舞者。14日，台灣舞蹈界展開大串連行動，演出空間從屋內的排練室延伸至戶外立起鷹架、房舍屋頂，台北民族舞團團等團體不顧風雨，以演出來聲援保留蔡瑞月舞蹈館行動。18日，由民政局長林正修主持主持的古蹟審查會議上，審查會委員夏鑄九、李乾朗、黃柏鈴、薛琴、黃富三、張勝彥、黃蘭翔閉門討論後，決議列為古蹟。原先初審是考量列為歷史性建物或紀念性建物，但在不少市議員、文化界人士主導下，審查會委員改為市定古蹟保護。
10月26日，台北市政會議以「蔡瑞月舞蹈研究社」之名通過列為市定古蹟。28日，前一天才回國的蔡瑞月宣布參與由古蹟專家所組成的研究小組，口述自1953年以來舞蹈研究社建築空間使用概況。31日凌晨1點30分左右，台北銀行南邊牆壁拍到一名頭戴工程用安全帽、著橘色上衣藍短褲的男子走入48巷，與一名白色上衣、黑色西褲、手拿枴杖的男子交頭接耳之後，拿起一旁紙箱去蔡瑞月舞蹈社旁的6號空屋縱火。北市消防局在凌晨2點5分獲報後，出動各式救災車43輛、180員搶救，但半小時後，木造的蔡瑞月舞蹈社依然隨同內部的資料成為灰燼。9點，蕭靜文來到火災現場，見到門口處鑲有蔡瑞月名字匾額「瑞華舞月」掉落在地，當場尖叫崩潰，被送往鄰近的馬階醫院急診。
11月2日，蔡瑞月來現場弔念時，見到穿黑白衫的舞者詹曜君撿起現場的灰燼，就流下眼淚。魏子雲曾在蔡瑞月服刑時，無懼政治壓力，一直照顧蔡瑞月一家。這時，魏子雲正巧路過附近，特地進來探望，看到蔡瑞月就安慰說「不會再有事了」。

### 展開重建

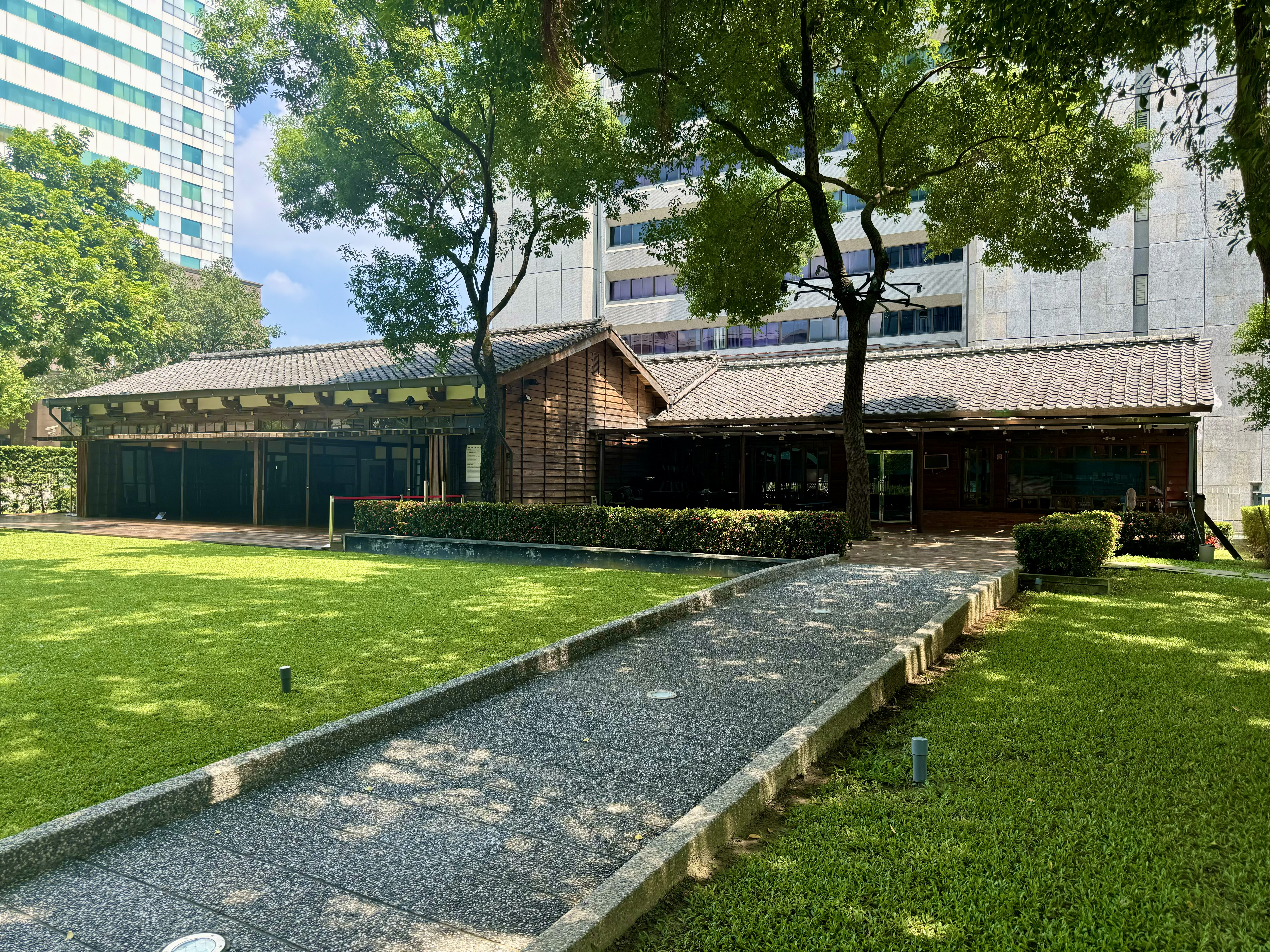
蔡瑞月舞蹈社80坪庭園

1999年10月30日遭縱火當天，市府聯席記者會上，民政局長林正修表示民政局已掌握建築外觀樣式，重建技術不成問題，問題在於材料的取得。11月1日，負責古蹟業務的北市民政局、與即將接手古蹟業務的文化局籌備處共同提出蔡瑞月舞蹈社修復保存計畫，先一個月內對仍勘用的建物磚造構件予以拆除編號妥善保存及拍照紀錄、儘速對尚完好的基柱測量繪圖。
2000年5月22日，文化局長龍應台與市議員段宜康前往蔡瑞月舞蹈研究社會勘。8月31日，在畫家施並錫發起下，吳炫三、林哲夫等三十餘位畫家聚集蔡瑞月舞蹈研究社進行重建義賣。2001年12月25日，蔡瑞月舞蹈社的重建預算，被市議會教育文化委員會市議員費鴻泰、蔣乃辛、鄧家基質疑科目名稱與計畫執行不符，而刪減為1元。次年1月3日，蔡瑞月文教基金會在蔡瑞月舞蹈社外牆、巷道地上貼滿「跳票」二字，以行動劇表達對市府不滿。直到2002年1月4日，蔡瑞月舞蹈社修護預算終於通過。
2002年6月24日，以1430萬元展開修復，由市長馬英九、文化局長龍應台參與動土儀式。該年，龍應台針對大稻埕教會被偷拆，她曾強調「古蹟不是漏夜拆了就算」。10月28日，龍應台為蔡瑞月舞蹈研究社舉行上梁典禮時，亦表示「燒也沒用、拆也沒用，我一定會一磚一瓦再回復起來」。在龍應台向北市教育局爭取下，市府釋出周圍的閒置土地作為舞蹈社的庭園。至2003年12月24日報導時，已整修完工，並有近80坪的庭院。

### 活化使用

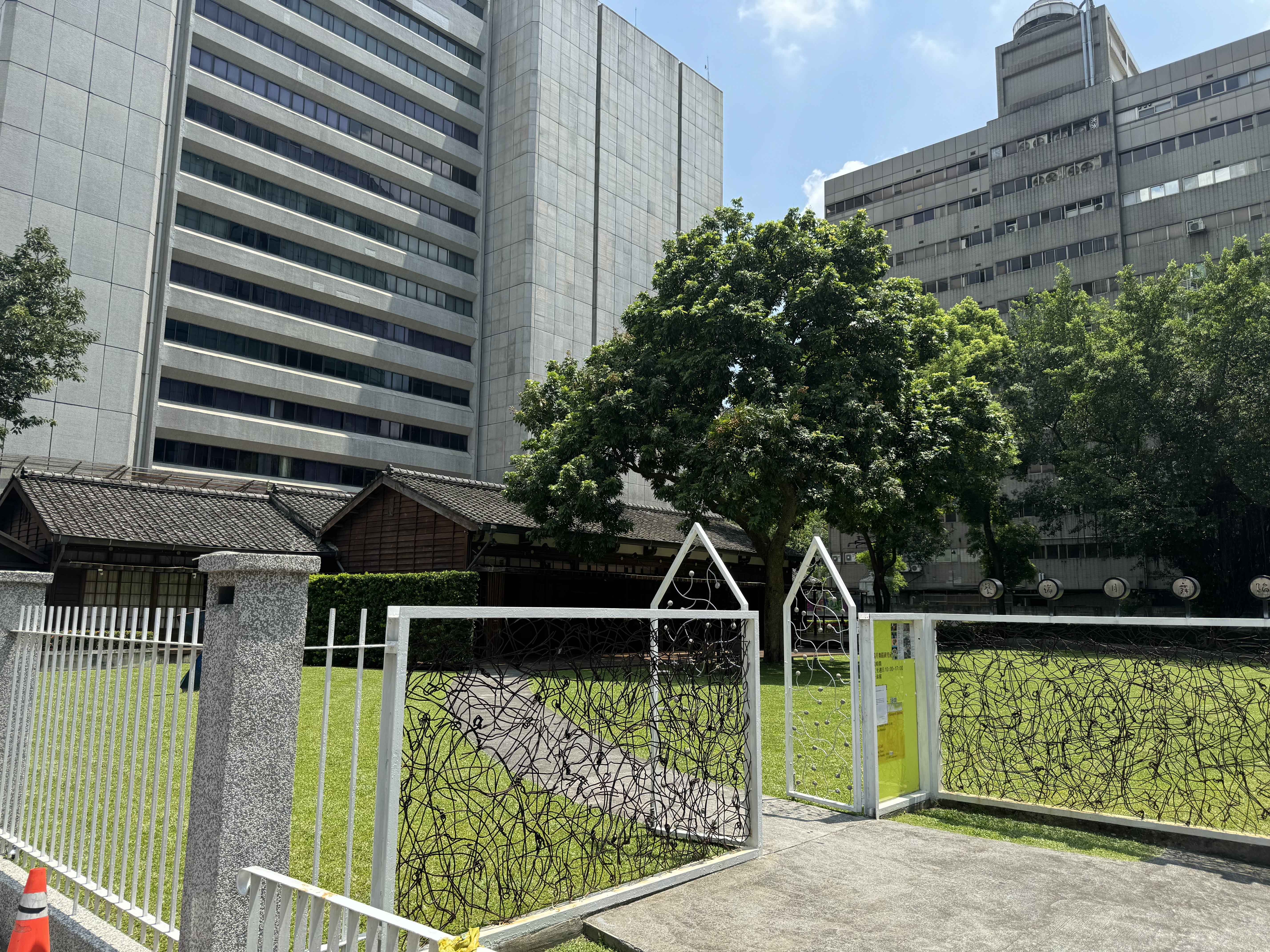
蔡瑞月舞蹈社新入口

2003年12月30日，由中華民國舞蹈學會取得優先議價權。但因評選委員中未迴避，引起蔡瑞月文化基金會、議員周柏雅、李文英於次年2月20日到蔡瑞月舞蹈社抗議。2005年7月1日，改由蔡瑞月文化基金會與台北市文化局簽訂經營合約。市府補助蔡瑞月文化基金會480萬元開館補助費、60萬元營運補助款，委託其免權利金、免租金經營近1年。2006年5月29日，蔡瑞月逝世周年紀念日，經營合約生效。
2006年9月29日，文建會主委邱坤良、國史館館長張炎憲、詩人李敏勇等人繫起絲帶，以象徵繫起「蔡瑞月的夢」作開幕。活化後之所以又名為「玫瑰古蹟」，是以蔡瑞月表達對丈夫雷石榆的思戀舞作《牢獄與玫瑰》而命名。2007年5月13日正式開館，由舞者莊媛婷、王有丞及程心怡演出蔡瑞月經典舞作《傀儡上陣》。
2024年1月21日，《台灣教會公報》社出版「美好腳蹤系列繪本」第32冊《海燕之舞——蔡瑞月的故事》在蔡瑞月舞蹈社舉行新書發表會時，公報社社長方嵐亭表示，文化豐富需要經歷三代的考驗，卻可能在一夕之間被摧毀。

## 外部連結
- 蔡瑞月舞蹈研究社的Facebook專頁
- 官方网站